# Climacteris erythrops
Climacteris erythrops là một loài chim trong họ Climacteridae.